# Annie Turnbo Malone
Annie Minerva Turnbo (Metropolis, 9 agosto 1877 – Chicago, 10 maggio 1957) è stata un'imprenditrice, inventrice e filantropa statunitense.
È considerata una delle prime donne afro-americane nella storia a essere diventate milionarie.

## Biografia
Nata a Metropolis, decima di undici figli, Annie Turnbo Malone ha frequentato una scuola pubblica, prima di trasferirsi nel 1896 con la sorella maggiore a Peoria. Lì ha frequentato il liceo, interessandosi particolarmente alla chimica. Tuttavia, a causa di frequenti malattie, è stata costretta a ritirarsi dalle lezioni; in questo periodo si è interessata ai capelli e alla loro cura.
All'inizio del 1900 si è trasferita con i suoi fratelli maggiori a Lovejoy. Qui ha sviluppato e prodotto la sua linea di piastre per capelli non dannose, oli speciali e prodotti stimolanti per capelli di donne afro-americane. I suoi prodotti e le sue vendite hanno iniziato a rivoluzionare i metodi di cura dei capelli di tutti gli afroamericani. A seguito di una forte richiesta per i suoi prodotti, ha aperto il suo primo negozio nel 1902, lanciando un'ampia campagna pubblicitaria sulla stampa nera, tenendo conferenze stampa, visitando stati del Sud e reclutando molte donne per vendere i suoi prodotti, tra cui Madam C. J. Walker. Nel 1918 ha aperto il Poro College, una scuola e un centro di cosmetologia, dove venivano venduti i suoi prodotti e che ha fornito lavoro per quasi 75 000 donne.
Negli anni 1920 Annie Turnbo Malone era diventata una multimilionaria, pur vivendo in modo modesto e donando spesso in beneficenza. La sua attività ha continuato a prosperare fino al 1927, quando suo marito Aaron Eugene Malone ha chiesto il divorzio. Essendo stato presidente della società, ha chiesto la metà del valore dell'azienda, affermando che i suoi contributi erano stati parte integrante del suo successo. Con il sostegno dei suoi dipendenti e di figure importanti come Mary McLeod Bethune, Turnbo ha negoziato un accordo di 200 000 dollari, ottenendo il titolo di unica proprietaria del Poro College. Nel maggio 1957 è morta dopo essere stata colpita da un ictus, lasciando il suo patrimonio in eredità ai nipoti.
Nella miniserie Netflix del 2020 Self-made: la vita di Madam C.J. Walker, Turnbo è stata interpretata da Carmen Ejogo, ma il nome del personaggio è stato cambiato in Addie Munroe.